# Sparattanthelium uncigerum
Sparattanthelium uncigerum là một loài thực vật có hoa trong họ Hernandiaceae. Loài này được (Meisn.) Kubitzki miêu tả khoa học đầu tiên năm 1969.